# I Need You for Christmas
I Need You for Christmas (Potrzebuje Cię w Święta) – świąteczny singiel rumuńskiej wokalistki pop Inny, stworzony i wyprodukowany przez duet Play & Win. Premiera singla miała miejsce pod koniec listopada 2009 roku. Jest to jedna z dwóch pieśni bożonarodzeniowych Inny (drugą jest „O, ce veste minunată!”) popularnych w Rumunii.

## Informacje o utworze
„I Need You for Christmas” jest piosenką eurodance, w której słychać bijące dzwony, charakterystyczne dla Wigilii i Świąt Bożego Narodzenia. Utwór został stworzony w studiu w Konstancy i wydany przez Play & Win. Oficjalna premiera teledysku miała miejsce 9 grudnia 2009 roku. Wyreżyserował go Tom Boxer. Singiel wydany został tylko jako promocyjny w Rumunii i Rosji, gdzie był również notowany. Prawdopodobnie miał zostać wydany cyfrowo także we Francji i Wielkiej Brytanii.

## Teledysk
Wideoklip został nakręcony 9 grudnia 2009 roku w centrum handlowym i wyreżyserowany przez Toma Boxera. Obrazuje on wokalistkę i członków Play & Win, Marcela Botezana, Radu Bolfea i Sebastiana Baraca, przebranych za mikołajów. W teledysku widać efekty specjalne. Premiera odbyła się 12 grudnia 2009 w MTV. Od wydania został on obejrzany aż 100 tysięcy razy, i do tej pory zyskał 2 mln odsłon.

## Sukcesy
Piosenka odniosła umiarkowany sukces na listach przebojów. Zajęła 97 pozycję w Romanian Top 100, natomiast w Rosji osiągnęła tylko 146 miejsce, w dniu 28 grudnia 2009 roku.

## Notowania
| Notowania (2009)      | Pozycja |
| --------------------- | ------- |
| Romanian Top 100      | 97      |
| Russian Airplay Chart | 146     |